# Agapetes ciliata
Agapetes ciliata är en ljungväxtart som beskrevs av S.H. Huang. Agapetes ciliata ingår i släktet Agapetes och familjen ljungväxter. Inga underarter finns listade i Catalogue of Life.